# École d'érudition Saint-Jean
L'École d'érudition Saint-Jean (ou Johanneum) est un lycée humaniste à Hambourg-Winterhude, qui est fondé en 1529 par Johannes Bugenhagen. Cela en fait le plus ancien lycée de Hambourg.

## Histoire
Le Johanneum est fondé par Johannes Bugenhagen, l'envoyé spirituel du réformateur Martin Luther. En 1528, il vient à Hambourg pour donner à la ville un ordre d'église évangélique luthérienne, l'Erbarn Stadt Hamborch Christlike Ordeninge. Le 24 mai 1529, le Johanneum ouvre ses portes pour la première fois dans le bâtiment de l'ancien monastère sécularisé de Saint-Jean (de), à l'emplacement de l'actuel marché de l'hôtel de ville (de) sous le nom de "École de latin". Les salles de classe proprement dites se trouvent dans des bâtiments à pans de bois dans la cour du monastère. Le premier recteur est Theophilus Hermelates (de). Initialement, le Johanneum est une école d'érudits. Plus tard, dans une seconde branche, l'école citoyenne, elle se consacre également à l'éducation des fils de marchands et de commerçants.

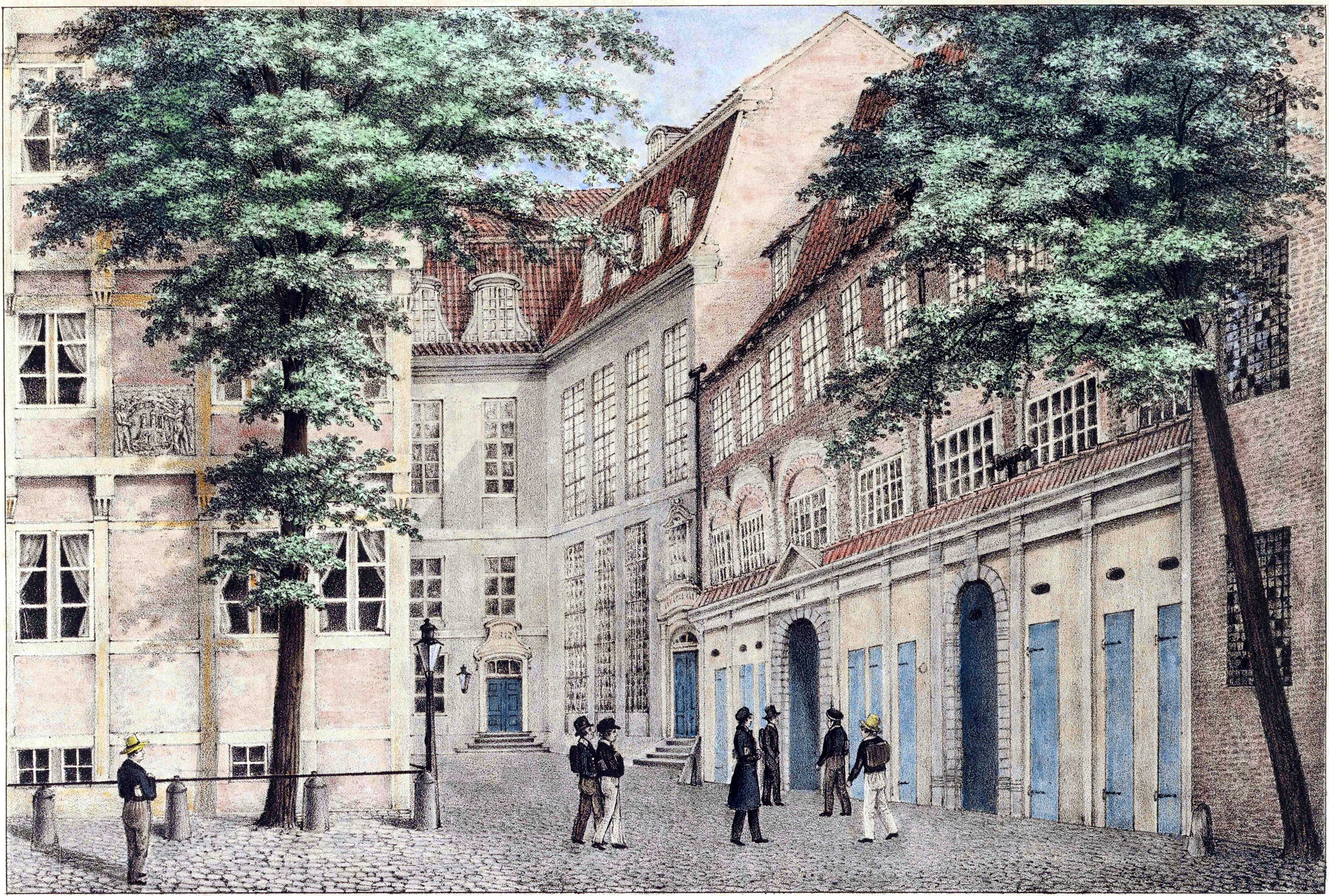
École d'érudition Saint-Jean dans l'ancien monastère Saint-Jean (jusqu'en 1840), à côté du lycée et de la bibliothèque de la ville

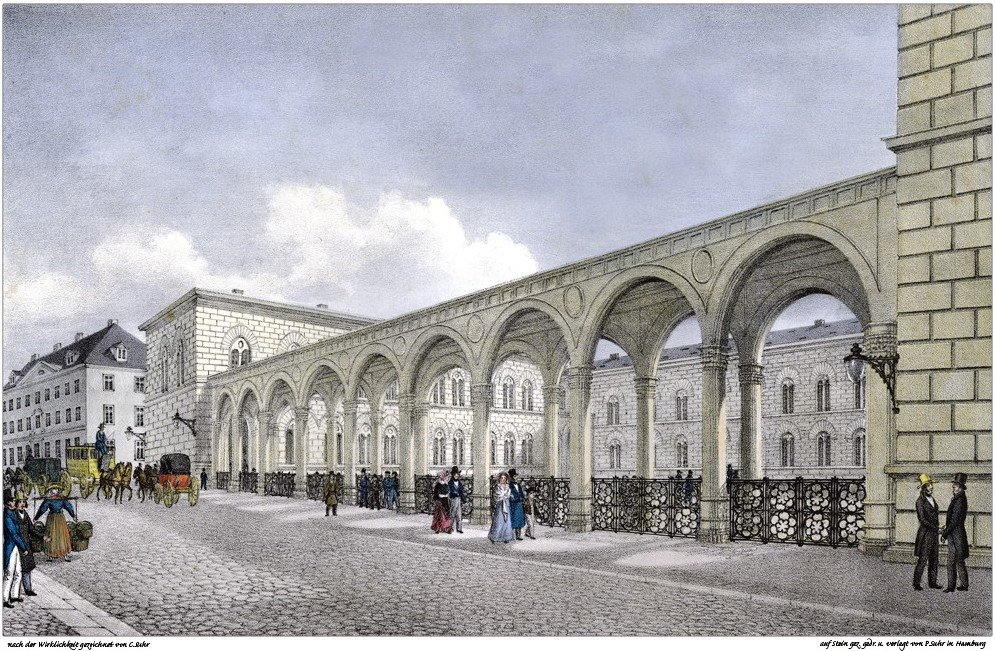
Le nouveau Johanneum sur la place de la cathédrale, construit par Carl Ludwig Wimmel, vers 1840 (peinture des)

Dans le Johanneum, les patriciens de la République de la ville de Hambourg reçoivent une éducation humaniste, d'importants érudits et auteurs du début des Lumières travaillent ici (Hermann Samuel Reimarus, Barthold Heinrich Brockes, Michael Richey (de), Johann Albert Fabricius et autres), Georg Philipp Telemann et Philipp Emanuel Bach y est chantre, ce qui établit une tradition et une réputation durables.

### Nouveau bâtiment à Speersort
En 1826, la commande pour le nouveau bâtiment de l'école est émise, mais cela ne peut pas être mis en œuvre dans un premier temps en raison d'un manque d'argent. Enfin, de 1838 à 1840, le nouveau bâtiment de Speersort (de) est construit sur le site de la cathédrale (de) démolie en 1806, où se trouve autrefois le noyau de Hambourg, le Hammaburg (de). Au même moment, le monastère médiéval Saint-Jean est démoli. L'imposant nouveau bâtiment néoclassique conçu par Carl Ludwig Wimmel (de) (1786-1845) et Franz Gustav Joachim Forsmann (de) (1795-1878), accessible depuis le sud par l'entrée principale, a deux ailes reliées par des arcades à l'actuelle Domstraße. La construction est basée sur des projets concurrents d'Alexis de Chateauneuf (1799-1853) et Carl Ludwig Wimmel. Le nouveau bâtiment survit au grand incendie de 1842, qui met le feu à de nombreux bâtiments environnants, dont l'église Saint-Jean.

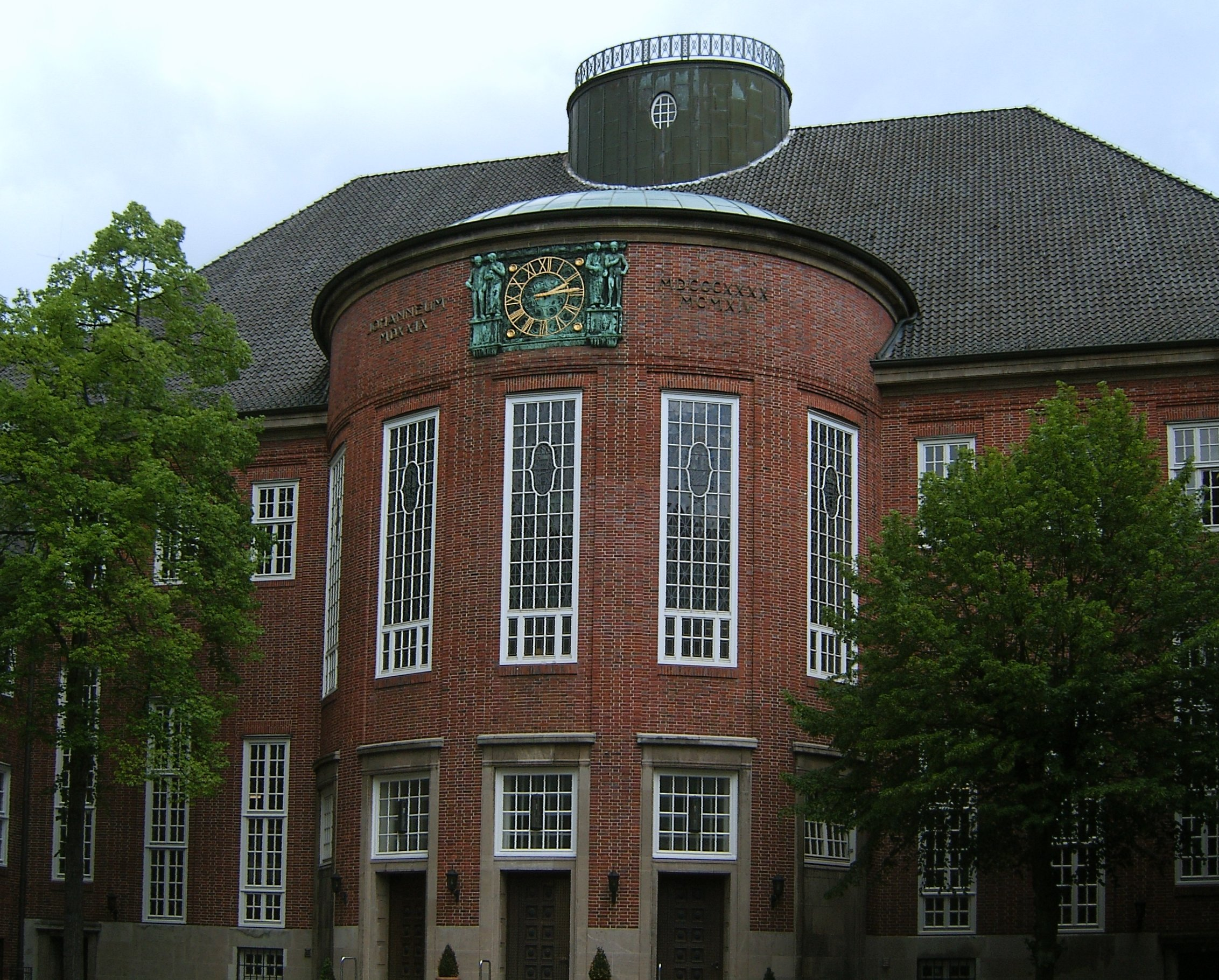
L'école aujourd'hui

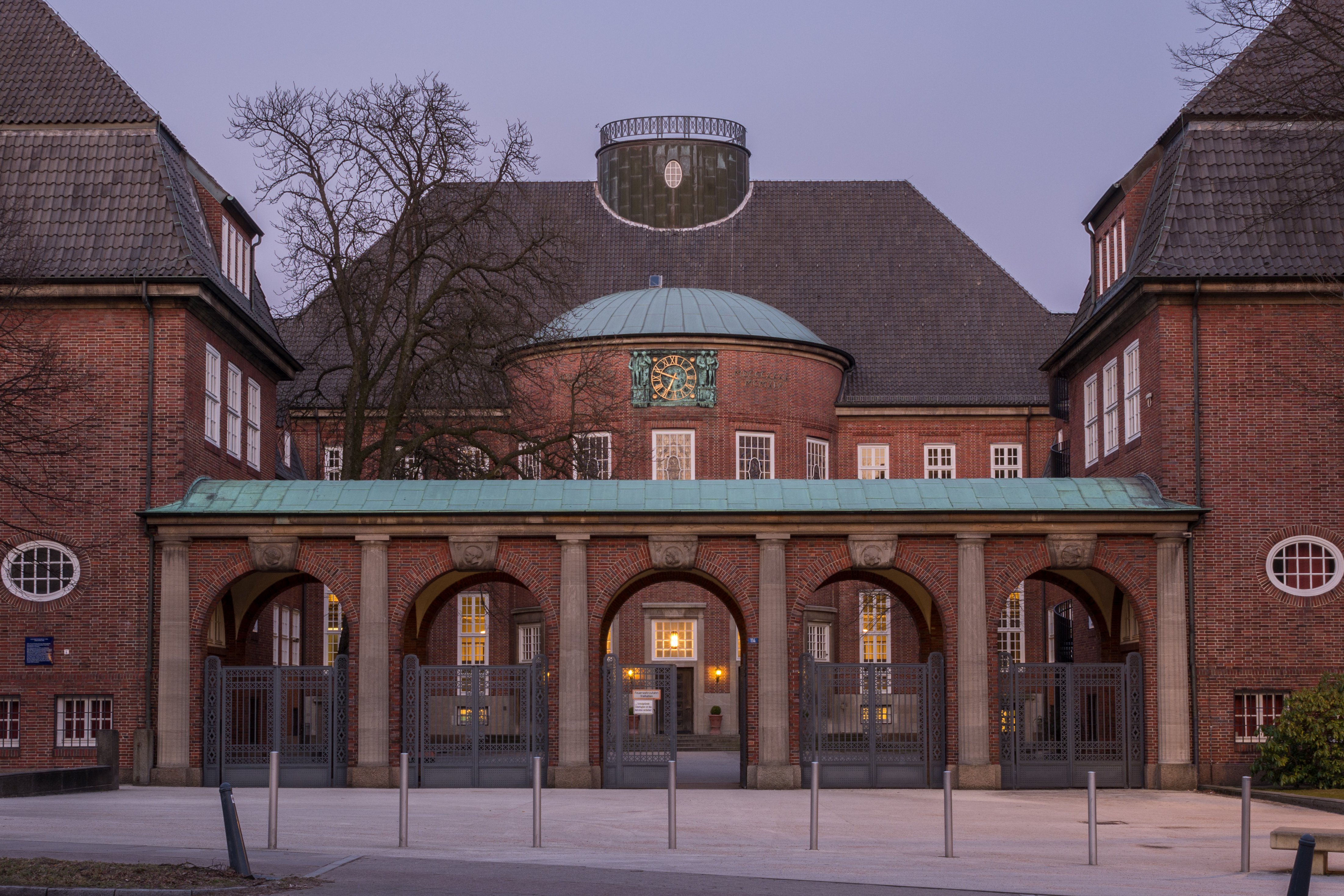
Entrée de l'école

### Nouvelle construction dans la Maria-Louises-Straße
En 1914, le Johanneum emménage dans le complexe de bâtiments actuel de la Maria-Louisen-Strasse, conçu par Fritz Schumacher, tandis que l'ancien bâtiment est désormais entièrement utilisé par la Bibliothèque d'État et universitaire de Hambourg (de). L'ancien bâtiment est en grande partie détruit lors des bombardements sur Hambourg en 1943, les restes (notamment les arcades) sont supprimées en 1955 pour élargir la rue (en 2005 les fondations sont à nouveau découvertes lors de fouilles archéologiques sur la place de la cathédrale (de)). L'ensemble du complexe du Johanneum sur Maria-Louisen-Strasse avec les bâtiments Schumacher est un bâtiment classé depuis 1979. Le monument Bugenhagen dans la cour créé par Engelbert Peiffer (de) est un bâtiment classé depuis 1958.
Toujours bien dotée, elle abrite encore une importante bibliothèque historique, également accessible pour la recherche. En concurrence féroce avec le seul Christianeum vieux de 250 ans, qui rejoint Hambourg avec Altona en 1937, il maintient des normes élevées. Il représente toujours une revendication humaniste-pédagogique  et vous pouvez ou devez encore passer votre Abitur dans les langues anciennes latin ou grec ancien. Les voyages d'étude de l'année scolaire de l'Abitur doivent également conduire à des sites antiques.
Il y a actuellement deux groupes de théâtre actifs au Johanneum. De plus, des concerts de l'orchestre et des chœurs ont lieu tous les six mois, les concerts d'été et de Noël. Depuis 2004, le Johanneum a le journal scolaire "Der Chauffeur", qui est depuis arrêté. Le nouveau journal scolaire "Humanistic Manifesto" est publié fin 2011, qui est également interrompu. En attendant, la revue "Johanneum" paraît régulièrement, et la Res Gestae chaque année.

### Forum Johanneum
Le Johanneum reçoit un grand nouveau bâtiment grâce à un don de millions d'un mécène. Il s'agit d'un bâtiment de trois étages d'une superficie totale de 2200 mètres carrés, contenant des salles d'art et de musique, une cafétéria, une salle de répétition de théâtre et une salle de sport. Le Forum Johanneum est inauguré le 24 mai 2007 comme un nouveau bâtiment inauguré cérémonieusement. Il y a une inscription en grec ancien sur la façade sud. Traduit, cela signifie "Tous les êtres humains recherchent naturellement la connaissance" et est une citation de la Métaphysique d'Aristote.

### La maison à marches
À l'été 2015, les travaux commencent pour la construction d'un autre nouveau bâtiment sur le terrain de l'école. Il remplace les huit salles de classe provisoires construites dans des conteneurs installés entre le bâtiment principal et le forum depuis l'été 2008. La maison à marches est un bâtiment de trois étages d'une superficie totale de 1460 mètres carrés. Il abrite douze salles de classe et cinq salles de différenciation et est officiellement inauguré le 17  novembre 2016. Le nom "maison àmarches" était une allusion à une caractéristique de conception particulière du bâtiment : les terrasses ("marches") du grand escalier extérieur sont pourvues d'aphorismes dans différentes langues, y compris le langage des mathématiques. La conception et l'ordre des dictons symbolisent le cours des langues enseignées à l'école. De plus, les mathématiques avec le théorème de Pythagore forment un pont entre les anciens philosophes naturels et aujourd'hui.

## Chantres
Le chantre du Johanneum n'est pas seulement professeur à l'école depuis sa fondation, mais est également responsable de la musique dans les églises de Hambourg. Les étudiants du Johanneum sont obligés de chanter dans l'église. Le premier chantre Johannei connu sous son nom est Eberhard Decker, qui occupe le poste de 1580 à 1605. Il est suivi de sept chantres jusqu'en 1822, date à laquelle la fonction est abolie. Les plus connus d'entre eux sont Georg Philipp Telemann, qui occupe le poste pendant 46 ans, et son successeur, Carl Philipp Emanuel Bach.

## Bibliothèque
La bibliothèque principale de l'école (Bibliotheca Johannei) contient plus de 55 000 volumes avec un important stock ancien. Le livre le plus ancien est une Bible latine - incunables de 1491. L'ancienne bibliothèque est divisée en deux zones :
- Une bibliothèque scientifique . La base est posée par des fondations et des dons d'érudits privés bien connus de Hambourg avec une multitude d'éditions et de commentaires de première classe d'auteurs grecs et latins. Certains auteurs sont représentés dans une série ininterrompue depuis les incunables de l'humanisme jusqu'à nos jours.
- Une bibliothèque littéraire. La base est la littérature grecque et latine ; il y a aussi l'allemand avec un accent sur le Weimar Classic. L'édition Weimar Goethe est disponible, tout comme l'édition nationale des œuvres de Schiller. Aussi les premières éditions Les dernières éditions de Herder, Wieland et Jean Paul en font partie. La littérature anglaise, française, italienne – dans chaque cas en traduction comme dans les éditions originales – est fortement représenté.

La bibliothèque est en rénovation jusqu'à l'été 2008, car la bibliothèque doit être plus accessible aux écoliers - jusqu'à présent elle n'était accessible qu'aux lycéens. Depuis octobre 2007, l'ancienne bibliothèque et une ancienne salle d'art sont transformées en nouvelle bibliothèque. La construction est maintenant terminée après quelques retards et est achevée et inauguré le 11 novembre 2008.
La bibliothèque dite nouvelle contient désormais des manuels pour toutes les matières, dont les ouvrages de référence suivants : la Realenzyklopädie der Altentumswissenschaften, l'Encyclopædia Britannica, l'encyclopédie française de Diderot et d'Alembert, l'Allgemeine Deutsche Biographie, le Lexikon des Mittelalters (de), le Dictionnaire allemand des frères Grimm, le Thesaurus Linguae Latinae ou Kindler's New Literature Lexicon.

## Forum Johanneum
Basé sur les forums de l'Empire romain, le Forum Johanneum est le nom d'une série continue de conférences au Johanneum, dans laquelle de nombreuses personnalités sont également apparues en tant qu'orateurs, notamment :
- Ralph Giordano (1923-2014), journaliste, écrivain et réalisateur
- Ulrich Greiner (de) (né en 1945), journaliste et critique littéraire (chef de la littérature de Die Zeit)
- Henning Voscherau (1941–2016), notaire et homme politique du SPD (ancien premier maire de Hambourg)
- Reinhard Kahl (de) (né en 1948), journaliste et auteur
- Udo Röbel (de) (né en 1950), journaliste et auteur (ancien rédacteur en chef du Bild)

## Lycée du Johanneum

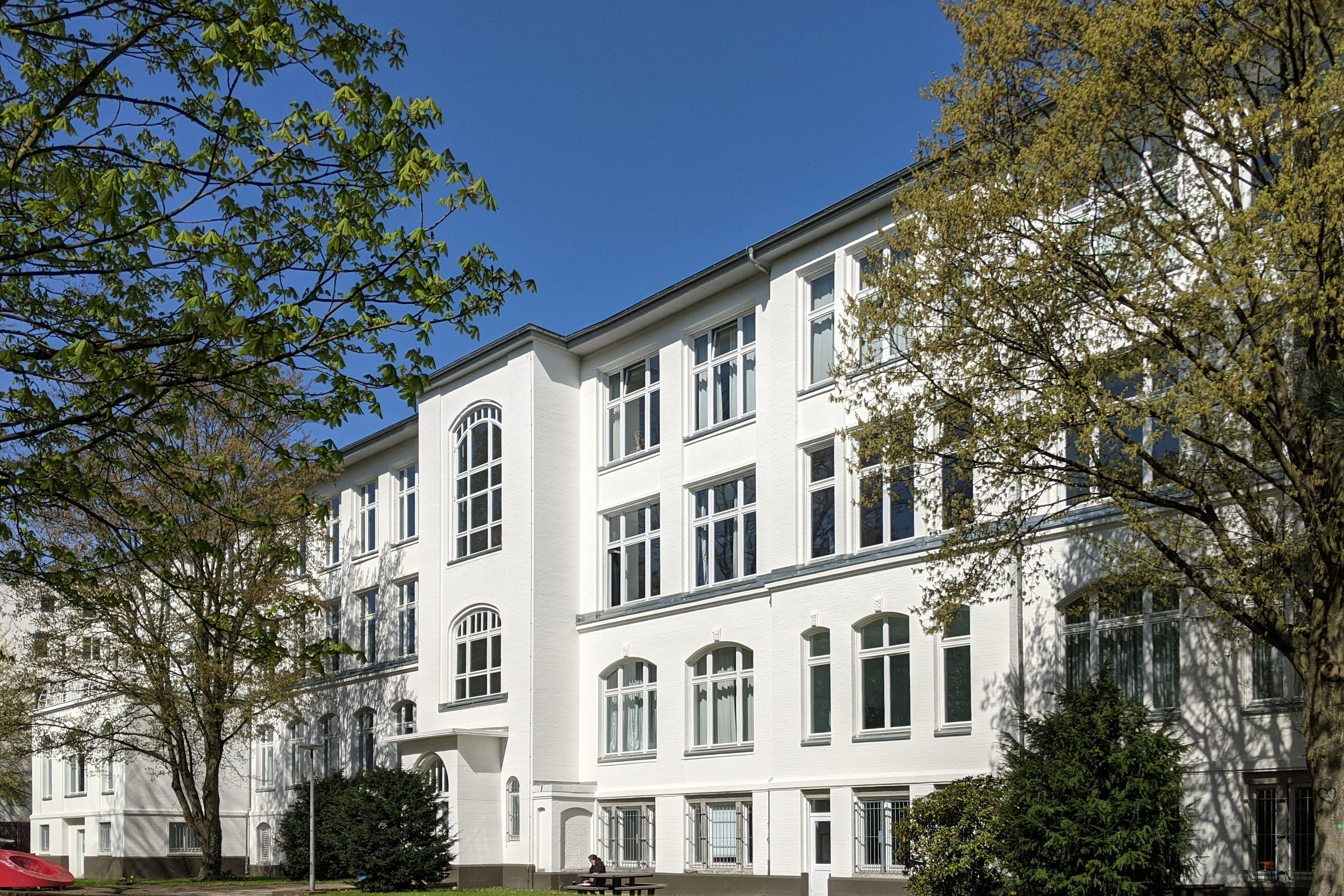
Ancien lycée sur Armgartstraße, aujourd'hui HAW Hamburg

En 1834, une école émerge des classes d'école civile établies au sein de l'école d'érudition, qui est ouverte en 1868 en tant que collège avec le latin obligatoire de 1er ordre reconnu et à partir de 1876 dénommé lycée,. L'école est initialement également hébergée à Speersort, déménage en 1876 à l'école de commerce en face de la Porte de pierre (de) (aujourd'hui: Musée des Arts et Métiers) et en 1905 reçoit son propre nouveau bâtiment à Armgartstraße 24 à Hohenfelde. En 1937 l'école est rebaptisée l'École Supérieure pour les Garçons sur Armgartstrasse . En 1950, il est fusionné avec le lycée Saint-Georges, qui est transféré à Horn en 1966 et fermé en 2005. Le bâtiment sur Armgartstraße est maintenant utilisé par l'Université des Sciences Appliquées.